# Texlond
Texlond Corporation S.A. urugvajski je proizvođač zrakoplova i dijelova za zrakoplove sa sjedištem u Fray Bentosu. Tvrtka je osnovana 2007. godine.
Jedna je od većih tvrtki "teške industrije" koje se ne nalaze u državnom vlasništvu.
Najpoznatiji proizvod tvrtke je zrakoplov Texlond AC-05, koji koristi Bolivijsko ratno zrakoplovstvo.